# لینزی درو
لینزی درو (انگلیسی: Linzi Drew؛ زادهٔ ۱۱ مهٔ ۱۹۵۸) مدل گلامور، تهیه‌کننده، مدل برهنه و بازیگر پورنوگرافی اهل بریتانیا است.

## حرفه
وی در طی فعالیت‌های گوناگون در صنعت سکس بریتانیا به عنوان یک دختر صفحه ۳، استرپر، مدل گلامور، و بازیگر پورن کار می‌کرد و زمانی ویراستار نسخه بریتانیایی مجله پنت‌هاوس بود. او در دهه هشتاد میلادی هر ماه در مجله سافت کور کلاب اینترنشنال به صورت برهنه حضور می‌یافت. در دهه نود برای توزیع غیرقانونی پورنوگرافی زندانی شد. وی در سن سی و پنج سالگی از صنعت پورن کناره‌گیری کرد.